# 鬼針
鬼針（学名：Bidens bipinnata）又名婆婆针，为菊科鬼針屬下的一个种。

## 扩展阅读
[在维基数据编辑]
 《欽定古今圖書集成·博物彙編·草木典·鬼針部》，出自陈梦雷《古今圖書集成》
- 維基物種上的相關：鬼針